# Dosta je bilo
Wystarczy (serb. Удружење „Доста је било – Рестарт” / Udruženje „Dosta je bilo – Restart”) – serbski ruch polityczny, działający od 2014. Początkowo określany jako ugrupowanie liberalne i reformistyczne.

## Historia
Organizacja powstała w styczniu 2014 z inicjatywy byłego ministra gospodarki Sašy Radulovicia. W tym samym roku wystartowała w wyborach parlamentarnych, otrzymując 2,1% głosów i nie przekraczając wyborczego progu. Ugrupowanie wystawiło własną listę również w kolejnych przedterminowych wyborach w 2016. Poparło je wówczas 6,0% głosujących, co przełożyło się na 16 mandatów w Zgromadzeniu Narodowym Republiki Serbii. W ciągu dwóch lat kadencji parlamentu z ugrupowania odeszła ponad połowa deputowanych. W 2018 nowym przewodniczącym ruchu został Branislav Mihajlović, którego odwołano jeszcze w tym samym roku (kierownictwo do czasu wyboru nowych władz przejęła wówczas Branka Stamenković). W 2019 na czele ruchu ponownie stanął Saša Radulović.
Ruch uzyskał status partnera w Sojuszu Europejskich Konserwatystów i Reformatorów. Na potrzeby wyborów w 2020 i 2022 ugrupowanie wystawiało listy pod nazwą Suverenisti, które nie uzyskiwały poselskiej reprezentacji. W 2023 formacja startowała z Partią Socjaldemokratyczną; wspólna lista nie przekroczyła progu wyborczego.